# Liolaemus gravenhorstii
Liolaemus gravenhorstii — вид ігуаноподібних ящірок родини Liolaemidae. Ендемік Чилі. Вид названий на честь німецького герпетолога Йоганна Людвіга Крістіана Гравенгорста.

## Поширення і екологія
Liolaemus gravenhorstii мешкають в центральному Чилі, в регіонах Сантьяго, Вальпараїсо і О'Хіггінс. Вони живуть в заростях чилійського маторралю, переважно в заростях Vachellia caven, трапляються поблизу людських поселень. Зустрічаються на висоті від 100 до 730 м над рівнем моря. Живляться комахами, є живородними.

## Збереження
МСОП класифікує цей вид як такий, що перебуває під загрозою зникнення. Liolaemus gravenhorstii загрожує знищення природного середовища.